# Guilt
Guilt est une série télévisée américaine en dix épisodes de 42 minutes, créée par Kathryn Price et Nichole Millard et diffusée entre le 13 juin 2016 et le 22 août 2016 sur Freeform et entre le 21 juin 2016 et le 23 août 2016 sur Bravo! au Canada.
Dans les pays francophones européens, la série est disponible depuis le 14 avril 2017 sur le service Netflix. Au Québec, la série est disponible sur le Club illico. En Belgique est diffusée sur RTLplay.
A ne pas confondre avec la série éponyme diffusée depuis 2019 : Guilt.

## Synopsis
Grace Attwood, une jeune américaine qui étudie au Royaume-Uni, devient le suspect numéro un dans l'affaire du meurtre de sa colocataire. Natalie Attwood, sa grande sœur avocate, décide de quitter Boston pour venir la défendre et la soutenir. Aidée par Stan Gutterie, un avocat aux techniques douteuses, elle va devoir tenter de prouver l'innocence de sa sœur tout en essayant de démêler le vrai du faux dans un Londres rempli de sombres et terribles secrets.

## Distribution

### Acteurs principaux
- Daisy Head (en) (VFB : Ludivine Deworst) : Grace Attwood
- Emily Tremaine (en) (VFB : Maia Baran) : Natalie Attwood
- Billy Zane (VFB : Benoît Grimmiaux) : Stan Gutterie
- Cristian Solimeno (VFB : Simon Duprez) : D.S. Alex Bruno
- Naomi Ryan (en) (VFB : Marcha Van Boven) : Gwendolyn « Gwen » Hall
- Simona Brown (VFB : Myriem Akheddiou) : Roz Walters
- Zachary Fall : Luc Pascal
- Kevin Ryan (VFB : Alain Eloy) : Patrick Ryan
- Sam Cassidy : le Prince Theo

### Acteurs récurrents
- Rebekah Wainwright : Molly Ryan
- Anthony Stewart Head (VFB : Robert Guilmard) : James Lahue
- Robbie Gee (VFB : Claudio Dos Santos) : détective Pike
- Amber Jean Rowan : Kaley
- Osi Okerafor : Phillip Baker
- Sujaya Dasgupta : Veena Patel
- Katie Clarkson-Hill : Charlotte Crockleby
- Ryan Gerald : Neville Harris
- Michael Lindall : Finch
- Jonathan Howard (en) : Josh
- Mark Letheren (en) : professeur Geoffrey Linley
- Sam O'Mahony : Declan Ryan
- Emma Davies : Beatrice Linley

Version française
- Source doublage : Carton de doublage en fin d'épisode sur Netflix.

## Développement

### Production
Le projet, inspiré de l'histoire d'Amanda Knox, a débuté en septembre 2013, mais ce n'est qu'en juin 2015 qu'ABC Family a commandé un pilote.
La première partie du casting a été annoncée en août 2015 avec Billy Zane (Titanic), Daisy Head (en) (Endeavour), Zachary Fall (Crossing Lines), Katrina Law (Arrow) et Kevin Ryan (Copper).
En novembre 2015, Freeform commande la série. En février 2016, le rôle de Natalie tenu par Katrina Law est recasté et attribué à Emily Tremaine (en). À la fin mars 2016, Anthony Stewart Head décroche un rôle récurrent.
En octobre 2016, la chaîne annonce l'annulation de la série.

### Tournage
La production de la série a débuté la semaine du 9 mars 2016 à Londres.

## Épisodes
1. Pilote (Pilot)
2. #AmericanPsycho
3. Blessures de sortie (Exit Wounds)
4. Les Liens du sang (Blood Ties)
5. Le Bon Samaritain (The Eye of the Needle)
6. Un plan simple (A Simple Plan)
7. Tombée en disgrâce (A Fall from Grace)
8. Les Yeux grands ouverts (Eyes Wide Open)
9. La Couronne contre Atwood (The Crown v Atwood)
10. Qu'as-tu fait ? (What Did You Do?)

## Accueil
Le pilote a été vu par 486 000 téléspectateurs. Les audiences sont en baisse pour les épisodes suivants, atteignant au plus bas 245 000 téléspectateurs au quatrième épisode.

## Sorties en DVD
| Intitulé du coffret | Nombre d'épisodes | Dates de sortie     | Dates de sortie | Nombre de disques | Société de distribution |
| Intitulé du coffret | Nombre d'épisodes | États-Unis (Zone 1) | France (Zone 2) | Nombre de disques | Société de distribution |
| ------------------- | ----------------- | ------------------- | --------------- | ----------------- | ----------------------- |
| Saison 1            | 10                | 18 octobre 2016     | TBA             | 3                 | Lionsgate               |